# Згорня Добрава (Радовлиця)
Згорня Добрава (словен. Zgornja Dobrava) — поселення в общині Радовлиця, Горенський регіон, Словенія. Висота над рівнем моря: 508,8 м.